# 飯尾尊雄
飯尾 尊雄（いいお たかお、1949年6月22日 - ）は、愛媛県出身の元プロ野球選手（投手）。右投右打。

## 来歴・人物
丹原高等学校から1967年ドラフト12位で読売ジャイアンツに入団。ドラフト指名時伊予銀行へ就職が内定していたが、「入りたくとも誰もが巨人に入団できるとは限らない」と入団を決意。
重いストレートと落差のあるカーブが武器。
1年目はイースタンリーグでも登板がなかったが、秋の教育リーグで1回1/3を3奪三振と好投。2年目は肩を故障し登板機会がなく、秋の教育リーグ大洋戦で先発するも連打され敗戦投手となる。一軍出場なく1969年シーズン終了後解雇され退団。
退団後は燃料・ガス・水道工事販売業。

## 詳細情報

### 年度別投手成績
- 一軍公式戦出場なし

### 背番号
- 52 （1968年 - 1969年）